# Юнайтед оф Манчестер
Футбольный клуб «Юна́йтед оф Манче́стер» (англ. Football Club United of Manchester; сокращенно F.C. United, FCUM) — английский полупрофессиональный футбольный клуб из Манчестера, основанный болельщиками «Манчестер Юнайтед», недовольными переходом своего клуба под контроль Малькольма Глейзера.

## Описание

### История
ФК «Юнайтед оф Манчестер» основан в июле 2005 года фанатами «Манчестер Юнайтед», которые не пожелали смириться с тем, что Малькольм Глейзер купил их любимый клуб.
Не желая мириться с высокими ценами на билеты на матчи МЮ и тем, что судьба их любимого клуба будет в руках семейства американских бизнесменов, они создали ФК «Юнайтед оф Манчестер» — «команду болельщиков и для болельщиков».
Создателей ЮМ вдохновляет пример «АФК Уимблдон» — клуба, созданного болельщиками в 2002 году, после того, как Чарльз Коппел перевёз «Уимблдон» в Милтон-Кинс.
Летом 2005 года ФК «Юнайтед» был заявлен во 2-й Дивизион Северо-Западной Лиги Графств — десятый по счету английский дивизион. Главным тренером команды был назначен Карл Марджинсон, который вместе со своими помощниками Филом Пауэром и Дарреном Лайанзом провели просмотр, на который по объявлению пришло более 200 игроков, из которых и был сформирован состав «Юнайтед». Также Марджинсон пригласил в команду знакомых ему игроков, многие из которых прошли школу «Манчестер Юнайтед» или «Манчестер Сити».
Первый в истории товарищеский матч Юнайтед провели 16 июля 2005 года против «Ли РМИ». Игра закончилась со счетом 0:0. Первый официальный матч был выигран со счетом 5:2, а первый мяч в официальных играх забил Стивен Спенсер.
Домашние матчи «Юнайтед» проводит на «Бродхерст Парк», вмещающем 4400 зрителей.

### Принципы, на которых основан клуб
- Владеть «Юнайтед» будет специально созданный для этого траст болельщиков.
- Вся прибыль будет реинвестироваться в Клуб.
- На форме «Юнайтед» никогда не будет спонсоров с лицевой стороны. С обратной же стороны возможно их присутствие, но репутация этих компаний должна быть подходящей и исключительно положительной.
- Молодые болельщики из Манчестера и Солфорда будут получать активную поддержку. Для них будут предусмотрены серьёзные скидки. Клуб будет активно привлекать молодых, талантливых игроков в созданный им Junior Athletic Club.
- «Юнайтед» будет играть в красном, белом и черных цветах.[2]

## Стадион

### Гигг Лейн (аренда)
Со дня основания и до апреля 2014 года клуб играл на стадионе «Гигг Лейн», который принадлежит футбольному клубу «Бери». Стадион вмещает 11 840 зрителей.
Рекорд посещаемости матчей «Юнайтед оф Манчестер» на «Гигг Лейн» составляет 6731 зритель, который был зафиксирован 8 декабря 2010 года на игре Кубка Англии против Брайтон энд Хоув Альбион.
За девять сезонов аренды «Юнайтед оф Манчестер» сыграл на «Гигг Лейн» 197 официальных матчей (121 победа, 28 ничьих, 48 поражений, разница мячей 499:239). Средняя посещаемость матчей составляла 2138 зрителей.

### Боуэр Фолд и Тэймсайд Стэдиум (аренда)
В начале сезона 2014/15 новый стадион клуба находился в стадии строительства. Поэтому клуб был вынужден арендовать стадион «Стейлибридж Селтика» «Боуэр Фолд»
, а затем и стадион «Керзон Аштона» «Тэймсайд Стэдиум».

### Бродхерст Парк
В ноябре 2013 года клуб начал строительство собственного стадиона на 4400 мест в Мостоне — районе на северо-востоке Манчестера.
Изначально стадион планировали построить в другом районе Манчестера — Ньютон Хит. Но городской совет Манчестера отказал клубу в аренде земли.
Открытие стадиона состоялось 29 мая 2015 года.

## Текущий состав
|  | Флаг Англии | Вр  | Дэвид Карнелл  | 1985 |  |  |  |  |
|  | Флаг Англии | Вр  | Ник Калкин     | 1978 |  |  |  |  |
|  |             |     |                |      |  |  |  |  |
|  | Флаг Англии | Защ | Люк Эшворт     | 1989 |  |  |  |  |
|  | Флаг Англии | Защ | Ниа Байуну     | 1990 |  |  |  |  |
|  | Флаг Англии | Защ | Льюис Лейси    | 1994 |  |  |  |  |
|  | Флаг Англии | Защ | Шон Коннор     | 1991 |  |  |  |  |
|  | Флаг Англии | Защ | Лиам Браунхилл | 1986 |  |  |  |  |
|  | Флаг Англии | Защ | Джеймс Ноулз   | 1983 |  |  |  |  |
|  | Флаг Англии | Защ | Крис Линч      | 1991 |  |  |  |  |
|  | Флаг Англии | Защ | Дин Стотт      | 1989 |  |  |  |  |
|  | Флаг Англии | ПЗ  | Джером Райт    | 1985 |  |  |  |  |
|  |             |     |                |      |  |  |  |  |
|  | Флаг Англии | ПЗ  | Дэвид Берч     | 1981 |  |  |  |  |
|  | Флаг Англии | ПЗ  | Майкл Брюстер  | 1996 |  |  |  |  |
|  | Флаг Англии | ПЗ  | Том Браун      | 1994 |  |  |  |  |
|  | Флаг Англии | ПЗ  | Каллум Бирн    | 1992 |  |  |  |  |
|  | Флаг Англии | ПЗ  | Скотт Читам    | 1993 |  |  |  |  |

|  | Флаг Англии      | ПЗ  | Крис Уорсли     | 1987 |  |  |  |  |
|  | Флаг Англии      | ПЗ  | Рори Фэллон     | 1990 |  |  |  |  |
|  | Флаг Англии      | ПЗ  | Джо Фокс        | 1991 |  |  |  |  |
|  | Флаг Англии      | ПЗ  | Дин Хоуп        |      |  |  |  |  |
|  | Флаг Англии      | ПЗ  | Мэтью Кэй       | 1987 |  |  |  |  |
|  | Флаг Англии      | ПЗ  | Джон Притчард   | 1995 |  |  |  |  |
|  |                  |     |                 |      |  |  |  |  |
|  | Флаг Англии      | Нап | Коннор Бауэр    | 1989 |  |  |  |  |
|  | Флаг Англии      | Нап | Грег Даниелз    | 1993 |  |  |  |  |
|  | Флаг Англии      | Нап | Том Гривз       | 1985 |  |  |  |  |
|  | Флаг Англии      | Нап | Крейг Линдфилд  | 1988 |  |  |  |  |
|  | Флаг Англии      | Нап | Майк Нортон     | 1981 |  |  |  |  |
|  | Флаг Англии      | Нап | Шелтон Пэйн     | 1989 |  |  |  |  |
|  | Флаг Нидерландов | Нап | Франк ван Гилс  |      |  |  |  |  |
|  | Флаг Англии      | Нап | Мэтт Уолвин     | 1990 |  |  |  |  |
|  | Флаг Англии      | Нап | Мэтью Вулфенден | 1987 |  |  |  |  |

## Все сезоны

### Сезон 2005/06
Сезон 2005/06 стал дебютным для ФК «Юнайтед», но команда смогла сразу же громко заявить о себе. Клуб одержал в лиге 27 побед, 6 раз сыграл вничью и трижды проиграл. При этом разница мячей составила 111:35. Было набрано 87 очков из 108 возможных, что позволило «Юнайтед» безоговорочно занять первое место в лиге.
Лавры лучшего бомбардира «Юнайтед» во всех турнирах поделили Рори Паттерсон и Саймон Карден, они отличились по 19 раз. 18 мячей на счету Стива Торпея, 17 голов забил Эдди Ор. Больше всех матчей за «Юнайтед» в этом сезоне провёл Паттерсон (33), по 32 матча провели Ор, Стивен Спенсер и Роберт Наджент, 31 — Барри Джордж и Торпей, 30 — капитан ЮМ Дэвид Чедвик.
Рекорд посещаемости матчей ЮМ составил 6,023 зрителя.
Также газета «Non-League Paper» присудила «Юнайтед» звание «Команда года».

### Сезон 2006/07
Во втором сезоне ФК «Юнайтед» уверенно выиграл 1-й Дивизион Северо-западной лиги графств, проиграв лишь два матча и опередив ближайшего преследователя на 13 очков, а победа в Кубке Северо-Западной Лиги Графств позволила подопечным Марджинсона отпраздновать золотой дубль. Новичок команды Стюарт Рудд в 49 матчах забил 45 мячей и стал лучшим бомбардиром «Юнайтед» в сезоне.
По итогам голосования в газете «Non-League Paper» 22-летний нападающий «Юнайтед» Рори Паттерсон был признан лучшим молодым игроком полупрофессионального футбола Англии. Форвард провёл просто потрясающий сезон, забив 39 голов в 45 матчах.
Резервная команда «Юнайтед» также оформила золотой дубль.

### Сезон 2007/08
В 1-м Дивизионе Северной Премьер-Лиги «Юнайтед» стартовали с двух поражений, но затем команда «обжилась» в новой лиге и начала привычно штамповать победы. Весь сезон красные боролись за место в плей-офф, выдали потрясающий финишный спурт из пяти побед в последних шести матчах, но, в итоге, финишировали вторыми, отстав от «Брэдфорд Парк Авеню» на одно очко. В плей-офф «Юнайтед» уверенно обыграли «Бамбер Бридж» и «Скелмерсдейл», и вышли в следующий дивизион.
Также команда выиграла Кубок Президента, несмотря на поражение в 1/4 от «Нантвич Таун» со счетом 1:5. После матча выяснилось, что за «Нантвич» сыграл незаявленный игрок, и «Таун» был дисквалифицирован.
Резервная команда «Юнайтед» заняла первое место в 2-м Дивизионе Чеширской Футбольной лиги.

### Сезон 2008/09
Перед началом сезона 2008/09 в команду пришёл бывший нападающий молодёжной сборной Англии Кайл Уилсон. Именно он стал лидером команды и в первой половине чемпионата забил 22 мяча. Но травма, из-за которой Уилсон пропустил второй круг, обескровила нападение «Юнайтед», и, несмотря на финишный спурт (7 побед и 3 ничьи в 10 турах), красные финишировали шестыми и не пробились в зону плей-офф.
На последний поединок сезона, в котором решалась судьба путевки в плей-офф, пришли 3719 зрителей, ставшие свидетелями драматической развязки: к 85-й минуте ЮМ вели 1:0, но затем пропустили обидный мяч, а конкуренты из «Кендал Таун» в своём матче забили победный гол на 88-й минуте. Совпадение этих двух событий и поставило крест на надеждах подопечных Марджинсона в четвёртый раз подряд добиться повышения в классе.
Молодёжная команда «Юнайтед» по итогам сезона оформила кубковый трэбл, завоевав Кубок Манчестер Каунти, Северо-Западный молодёжный кубок и выиграв чемпионат Северо-западного молодёжного альянса.
По итогам голосования в газете «Manchester Evening News» нападающий «Юнайтед» Кайл Уилсон был признан лучшим игроком полупрофессионального футбола Англии сезона 2008/09.

### Сезон 2009/10
Второй сезон в Северной Премьер-Лиге команда начала ни шатко, ни валко и, как итог, к концу первого круга «Юнайтед» пребывали в нижней части турнирной таблицы, совсем недалеко от зоны вылета.
Несмотря на неудачи в чемпионате, в этом сезоне «Юнайтед» показали своё лучшее выступление в кубковых турнирах. В Кубке Англии клуб впервые дошёл до четвёртого квалификационного раунда, где, впрочем, проиграл «Нортвич Виктории» со счётом 0-3.
В конце декабря из-за непогоды было перенесено много матчей и, как следствие, в календаре образовался перерыв длинною почти в месяц. 2010 год ФК «Юнайтед» начал очень успешно, одержав в восьми матчах пять побед и трижды сыграв вничью. В это время в клуб на правах аренды на месяц вернулся лучший бомбардир прошлого сезона Кайл Уилсон.
Но после удачного старта во второй половине сезона красные вернулись к неприятному режиму первого круга, начав демонстрировать нестабильную игру.
В итоге, «Юнайтед» закончили сезон на 13-м месте.
Самым приятным для болельщиков событием сезона стала новость о том, что руководство «Юнайтед» подало в городской совет Манчестера заявку на строительство нового стадиона вместительностью 5000 человек. Место строительства было выбрано очень символически: стадион решили возвести в Ньютон Хит — районе Манчестера, в котором более 130 лет назад зародился «Манчестер Юнайтед».

### Сезон 2010/11
Команда начала сезон как никогда удачно — с трёх побед в чемпионате, но затем последовал спад и в следующих семи играх ЮМ взял всего три очка. В чемпионате дела шли совсем плохо, и одно время клуб даже пребывал в зоне вылета. Но вторую половину сезона ЮМ провёл просто отлично, пробившись в зону плей-офф и в итоге заняв четвёртое место.
В полуфинале плей-офф на выезде со счетом 2:0 был обыгран «Брэдфорд Парк Авеню» но в финале «Юнайтед оф Манчестер» уступил «Колуин-Бей» 0:1 и не смог выйти в Северную Конференцию.
В Кубке Англии команда впервые в своей истории пробилась во второй раунд. В первом раунде «Юнайтед» сотворили сенсацию, обыграв на выезде «Рочдейл» из Лиги 1. Победный гол на последней добавленной минуте забил Майк Нортон. Во втором раунде ЮМ достойно противостоял лидеру Лиги 1 «Брайтону», но в итоге вылетел, сыграв 1:1 на выезде и проиграв 0-4 в переигровке на «Гигг Лейн».
Эти матчи ЮМ в Кубке Англии показывали по телевидению на весь мир. В этих играх также были биты рекорды посещаемости матчей «Юнайтед» (7048 зрителей на выездном матче против «Рочдейла» и 6731 в переигровке на «Гигг Лейн» против «Брайтона»).
Что касается строительства собственного стадиона, то в феврале 2011 года городской совет Манчестера заявил о пересмотре решения выделить ЮМ землю в Ньютон Хит. В итоге, ЮМ пришлось подавать новую заявку на строительство, на этот раз в другом районе Манчестера — Мостоне.

### Сезон 2011/12
Сезон 2011/2012 для ЮМ получился непростым. Нестабильная игра и постоянное чередование побед и поражений привели к тому, что по окончании сезона клуб занял шестое место, остановившись в шаге от права сыграть в плей-офф за выход в Северную Конференцию. Однако, благодаря тому, что финишировавший вторым клуб «Нортвич Виктория» был исключён из чемпионата из-за финансовых нарушений, ЮМ был допущен к участию в плей-офф. В полуфинале «Юнайтед» на выезде обыграли «Чорли» 0-2. Но пропущенный на 118-й минуте гол и итоговое поражение от «Брэдфорд Парк Авеню» в финале со счетом 0-1 вновь не позволило ЮМ попасть в высший дивизион.
В Кубке Англии команда также не добилась хороших результатов, проиграв во втором квалификационном раунде клубу «Ланкастер Сити» со счетом 0-1.

### Сезон 2012/13
Пятый сезон в седьмом дивизионе Англии «Юнайтед» начал с трех побед, но потом последовала серия невыразительных результатов, после которой команда оказалась в середине турнирной таблицы. В середине сезона клуб выдал серию из десяти побед в одиннадцати играх, поднявшись на третье место, но к тому моменту дуэт лидеров «Норт Ферриби Юнайтед» и «Эднесфорд» уже ушёл далеко. Именно они разыграли чемпионство, а ФК «Юнайтед» финишировал третьим.
В полуфинале плей-офф со счетом 3-1 был бит «Уиттон Альбион», а финал вновь не удался. На этот раз красные со счетом 1-2 проиграли «Эднесфорду».

### Сезон 2013/2014
Этот сезон прошёл по традиционному сценарию последних лет: команда начала чемпионат ни шатко, ни валко, а ближе к зиме начала восхождение к вершине таблицы. На этот раз, начиная с февраля, в чемпионате было одержано 12 побед подряд. Такой рывок позволил ЮМ впервые в истории серьёзно побороться за чемпионство в седьмом дивизионе.
Решающей стала домашняя игра против прямых конкурентов — «Чорли». ЮМ удалось отыграться с 0-2, вырвав ничью 2-2. Но нужная победа так и не была добыта, и по итогам чемпионата ФК «Юнайтед» занял второе место, отстав от «Чорли» на одно очко.
Очередной плей-офф закончился вылетом в полуфинале. Ведя 1-0 в матче против «Аштон Юнайтед», красные пропустили в добавленное ко второму тайму время, а затем и на последних секундах экстра-тайма.
Осенью 2013 года была добыта важнейшая победа вне футбольного поля — началось строительство нового стадиона «Юнайтед» «Бродхерст Парк».

### Сезон 2014/2015
За тур до окончания чемпионата ФК «Юнайтед» обеспечил себе первое место. Таким образом, клуб впервые в истории вышел в Северную Конференцию (6-й уровень в системе футбольных лиг Англии).

### Сезон 2015/2016
ФК «Юнайтед» занял 13-е место в чемпионате и сохранил прописку в Северной Конференции.

### Сезон 2016/2017
ФК «Юнайтед» занял 13-е место в чемпионате, набрав 54 очка.

### Сезон 2017/2018
ФК «Юнайтед» занял 16-е место в чемпионате, набрав 50 очков.

### Сезон 2018/2019
| Поз | Команда                  | И  | В  | Н  | П  | МЗ | МП | РМ  | О  | Повышение, квалификация или выбывание                             |
| --- | ------------------------ | -- | -- | -- | -- | -- | -- | --- | -- | ----------------------------------------------------------------- |
| 18  | Керзон Аштон             | 42 | 13 | 10 | 19 | 44 | 71 | −27 | 49 |                                                                   |
| 19  | Гайзли                   | 42 | 9  | 17 | 16 | 46 | 60 | −14 | 44 |                                                                   |
| 20  | Аштон Юнайтед (В)        | 42 | 9  | 8  | 25 | 43 | 86 | −43 | 35 | Выбывание в Северную Премьер-лигу, Южную лигу или Истмийскую лигу |
| 21  | Юнайтед оф Манчестер (В) | 42 | 8  | 10 | 24 | 49 | 82 | −33 | 34 | Выбывание в Северную Премьер-лигу, Южную лигу или Истмийскую лигу |
| 22  | Нанитон Таун (В)         | 42 | 4  | 7  | 31 | 38 | 96 | −58 | 19 | Выбывание в Северную Премьер-лигу, Южную лигу или Истмийскую лигу |

## Трофеи
- Северная Премьер Лига
  - 2015

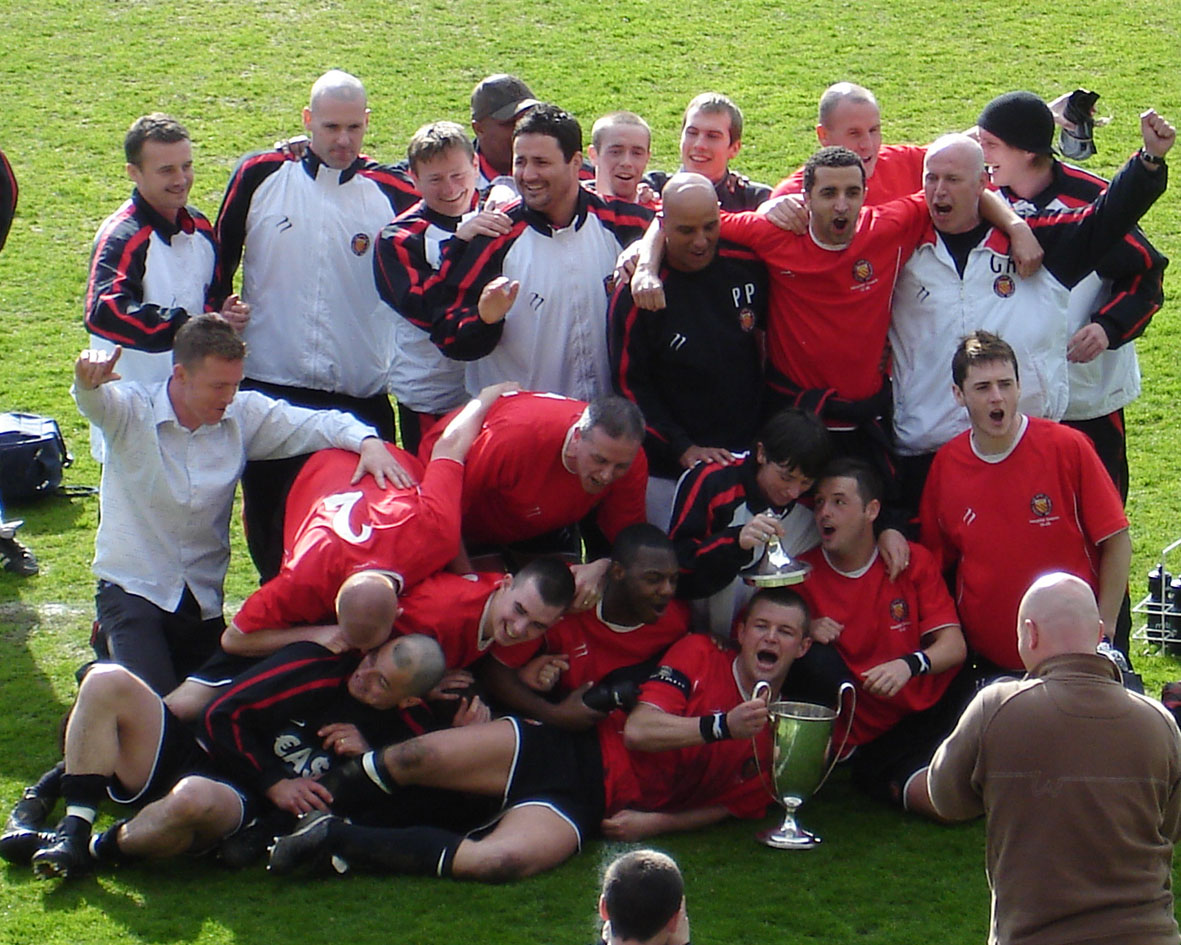
Празднование победы во Втором Дивизионе Северо-Западной Лиги Графств.

- Северо-Западная Лига Графств, 2 Дивизион: 1
  - 2006
- Северо-Западная Лига Графств, 1 Дивизион: 1
  - 2007
- Кубок Северо-Западной Лиги Графств: 1
  - 2007
- Президентский кубок Президентский Кубок Северной Премьер-лиги: 1
  - 2008
- Кубок плей-офф Первого Дивизиона Северной Премьер-Лиги: 1
  - 2008
- Кубок болельщиков: 1
  - 2007

## Рекорды

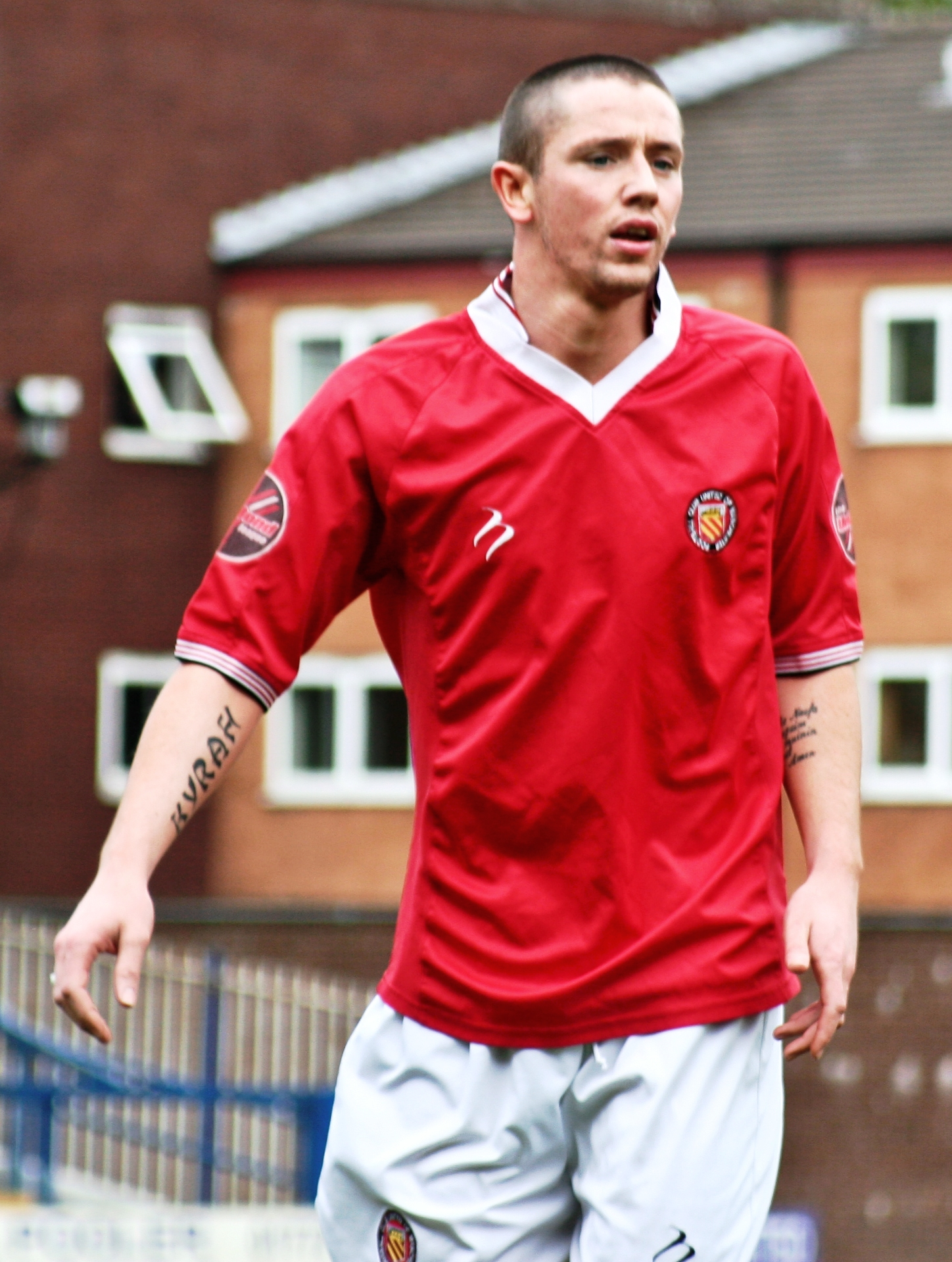
Рори Паттерсон — лучший бомбардир в истории клуба.

### Клубные рекорды
- Рекорд посещаемости (дома): 6,731, 8 декабря 2010 года, ФК Юнайтед 0-4 Брайтон энд Хоув Альбион
- Рекорд посещаемости (на выезде): 7,048, 5 ноября 2010 года, Рочдейл 2-3 ФК Юнайтед

### Командные рекорды
- Самая крупная победа: 10-2, 10 декабря 2005 года, ФК Юнайтед 10-2 Кастлетон Габриелз
- Самое крупное поражение: 1-5, 25 февраля 2008 года, Нантвич Таун 5-1 ФК Юнайтед
- Больше всего голов забито в матче: 10, 10 декабря 2005 года, ФК Юнайтед 10-2 Кастлетон Габриелз
- Больше всего голов пропущено в матче: 5, 25 февраля 2008 года, Нантвич Таун 5-1 ФК Юнайтед

### Индивидуальные рекорды
- Больше всего сезонов в клубе: 8, Джером Райт
- Больше всего матчей: 335, Джером Райт
- Больше всего матчей в основе: 320, Джером Райт
- Больше всего матчей в сезоне: 57, Дэвид Карнелл
- Больше всего голов: 99, Рори Паттерсон
- Больше всего голов в сезоне: 45, Стюарт Рудд
- Больше всего голов в матче: 5, Саймон Карден
- Больше всего желтых карточек: 56, Джером Райт
- Больше всего красных карточек: 4, Бен Диган, Майк Нортон, Джером Райт[4]

(откорректировано по состоянию на 19 июня 2015 года)